# Lörrach (district)
Districtul Lörrach este un Kreis în landul Baden-Württemberg, Germania.
1. 1 2 3  GeoNames